# 卡爾·帕瓦諾
卡爾·安東尼·帕瓦諾（Carl Anthony Pavano，1976年1月8日—）為美國的棒球選手之一，曾经效力於蒙特婁博覽會、佛羅里達馬林魚、紐約洋基、克里夫蘭印地安人和明尼蘇達雙城隊，守備位置為投手。曾幫助佛羅里達馬林魚（現為邁阿密馬林魚）世界大賽冠軍成員之一。

## 簡介
卡爾·帕瓦諾於2004年底與紐約洋基簽下四年3995萬美金的大型合約之後，沒想到在2005年之後，因為傷勢問題且又發生車禍，全身坍塌多處粉碎性骨折，導致2005年下半季、2006年、2007年、2008年過著「有一場沒一場」的比賽，因此讓洋基對投手的大型合約比較謹慎。

## 職棒生涯

### 2004年
- 2004年帕瓦諾的成績為18勝8敗，投手防禦率3.00的佳績，而獲得紐約洋基在12月20日和其簽下4年3995萬美金加1年選擇權的合約[1][2]。

### 2005年-2008年
- 在紐約洋基4年的其間，因帕瓦諾受傷和出車禍的關係，一共只出賽26場，拿下9勝8敗，只投了145.2局，完全不符合其當初簽約的身價，而被認為是失敗的合約。

### 2009年
- 2009年1月6日，帕瓦諾和克里夫蘭印地安人簽下1年的契約。在8月7日克里夫蘭印地安人和明尼蘇達雙城達成交易，將帕瓦諾交易到明尼蘇達雙城[3]。

2011年Pavano同意與雙城簽下2年1650萬美元新約，2013年1月因鏟雪滑倒，導致脾臟破裂，得休息6到8個星期。
2014年2月27日，他做出讓他心痛，可又不得不做的決定，因為脾臟問題去年開刀，接下來後遺症又不斷，決定宣布退休，結束14年大聯盟生涯。

## 外部連結
- 球員資訊和成績在MLB，ESPN，Baseball-Reference，Fangraphs，The Baseball Cube（英文）